# Žižkův dub (Macourek)
Žižkův dub je romantická zpěvohra (singspiel) o dvou dějstvích českého skladatele Jiřího Macourka na libreto spisovatele Václava Klimenta Klicpery z roku 1826. Premiéru měla 31. ledna 1847 v pražském Stavovském divadle.

## Vznik, charakteristika a historie díla
Jiří Macourek, český hudebník (fagotista) a absolvent Pražské konzervatoře, od poloviny 30. let 19. století působil jako vojenský kapelník u dvora sardinského krále Karla Alberta, udržoval však styky s českými obrozeneckými kruhy a rozhodl se pro ně napsat hudebně-dramatické dílo. Česká operní libreta prakticky neexistovala a Macourek sáhl k jedinému, které bylo samostatně vydáno tiskem a bylo mu dostupné i v zahraničí, totiž libretu uznávaného dramatika Václava Klimenta Klicpery z roku 1826 ke zpěvohře s názvem Žižkův dub, které již dříve roku 1841 – v úpravě Matěje Mikšíčka – zhudebnil brněnský skladatel František Bedřich Kott (Žižkův dub).
Macourek se na nastudování dostavil z Turína do Prahy a dirigoval i premiéru své zpěvohry, která byla dávána jako benefice významného českého operního pěvce poloviny 19. století, basisty Karla Strakatého v roli kováře Darovína, kterou zpíval „se vší pilností“. Jeho dceru Eližbětu zpívala Cecilie Soukupová, další role zpívali Jan Nepomuk Maýr, Franz Brava (vl. jm. Vřava) a Ignác Illner a jen hráli Josef Jiří Kolár, Anna Kolárová (roz. Manětínská), Jan Kaška a Nepomucena Mayerová. O několik dnů premiéře předcházelo první představení ústřední melodie díla, Darovínovy kovářské písně, ve staroměstské Měšťanské besedě. Jak prozrazuje recenze z časopisu Květy, nebyla tato opera ve Stavovském divadle uvedena v plném znění, nýbrž z časových důvodů byla podrobena krácení: „Líto nám jenom, že velectěným čtenářům ani důkladného popsání ani důkladné kritiky této opery podati nemůžeme, an celá dávána nebyla. Známo každému, že české hry v stavovském divadle pouze hostmi jsou, jimžto se tak krátký čas popřívá, že se skoro nikdy jak se patří českému obecenstvu ukázati nemohou. Po šesté hodině musí z domu, proto delší činohry neb opery – jakáž práce Žižkův dub jest – tak se zkrátí, že je sám pán otec básník a hudby skladatel hned nepoznají, tím méně posluchač jejich obsah a krásu v celku pochopiti může.“
I díky oblíbenosti beneficianta Karla Strakatého bylo divadlo při premiéře zcela naplněno. U diváků získala tato zpěvohra zjevný úspěch. Kritik časopisu Česká včela se až podivoval, nakolik ji „naše jindy velmi střízlivé obecenstvo nad míru vášnivě přijalo“. Skladatel byl proti zvyku přivítán bouřlivým potleskem již při příchodu a po každém dějství vyvoláván, stejně jako V. K. Klicpera, který se premiéry rovněž účastnil, a účinkující; tleskalo se každému zpěvnímu číslu a Darovínova (Strakatého) kovářská píseň se musela opakovat.
Problematickou kvalitu díla však následná kritika nemohla zapřít. Recenzent Květů (Alois Jelen) přisuzoval slabiny nucenému krácení a alespoň tvrdil, že Macourkův Žižkův dub „zvlášť co se instrumentace týče, pěkné vlohy pana kompositora osvědčuje“. Méně ohledu bral recenzent České včely píšící pod iniciálami Dr. P., který především upozorňoval, že Žižkův dub, byť pochází od „velezasloužilého veterána“ [=Klicpery], je „toliko veselá hra s vloženými zpěvy, tudíž docela názvu romantické zpěvohry nezasluhuje“. Podle něj „[h]udba jest naskrze ve vlaském slohu a, abych se úplně vyjádřil, s dílem německou instrumentací a vojenskými přívkusy, tak že sprovázení zpěv dusí […] je plynná, zpěvná a, což nade všecko úvahy hodno, dramatická a sice klonící se k romanticko-heroickému; chyby jsou, že instrumentací převládá, že jeden nápěv honí druhý, aniž se člověk zotaviti může a přitom přece že v introdukcích rozvláčnost panuje…“ Přesto se domnívá, že Macourek má „vlohy k složení zdárné zpěvohry“, pokud „se mu rázný text podá“. Divadelní kritik deníku Bohemia se opřel již do Klicperova textového podkladu: „Libreto považujeme za zcela nezdařilého křížence veselohry a opery, které na sebe navzájem musí mít brzdící účinek.“ Ani hudba v jeho očích neprokázala valnou cenu: „Už z předehry je jasné, že se [skladatel] opírá o způsoby běžných italských maestrů, kteří jakýkoli melodický fond nalévají do hotových kadlubů. Jako vojenský kapelník možná přinesl určitou zálibu v dechové harmonii, která často stojí v popředí a nese zpěv, zatímco sbor je degradován na doprovodný orgán, například v tanečních motivech v závěrech dějství.“
Žižkův dub se bezprostředně dočkal jen jedné reprízy, a to 15. února 1847. Poslední, třetí představení se konalo až s odstupem dne 8. června 1848 jako slavnostní program pro účastníky Slovanského sjezdu, v kombinaci se slavnostní hrou Matka Sláva Josefa Kajetána Tyla. Vícekrát se nedával, ale v roce 1857 byla alespoň vydána Darovínova píseň ve Zlatém zpěvníku nakladatele Jana Hoffmanna.
Macourkův Žižkův dub byl po operách Františka Škroupa (Dráteník, Oldřich a Božena, Libušin sňatek) z 20. a 30. let 19. století první původní českou operou provedenou ve Stavovském divadle; další nové opery v češtině zazněly až po roce 1862 v Prozatímním divadle. Uvedení Žižkova dubu, nenáročné a málo originální zpěvohry, bylo přivítáno spíše z vlasteneckého hlediska než jako umělecký čin.

## Osoby
- Darovín, zbrojní kovář
- Eližběta (Eliška), jeho dcera
- Dalibor, panoš
- Kasal, panoš
- Jaroš, mladý kovář
- Sudiprav, písák
- Miluška, jeho dcera
- Samostřel, mladý lovec
- Loupežníci, kováři, zbrojnoši

## Děj opery

### 1. dějství
(Darovínův byt, časně ráno) V kovárně přiléhající k bytu vyhlášeného mistra kováře a zbrojíře Darovína si jeho tovaryši zpívají k práci (sbor Kohout časně ráno pěje). Darovínova dcera Eližběta vbíhá a bojí se o svého otce, který zjevně dnešní noc nestrávil ve svém loži (árie Eližběty se sborem Bože! nedopouštěj časně). Darovín se právě vrací, k smrti vyděšený. Byl v noci u dubu, jehož tříska podle pověsti oslepila husitského vojevůdce Jana Žižku a pod kterým má být ukrytý poklad. Darovín se ho odvážil hledat na popud snu a skutečně našel nádobu plnou mincí, avšak za cenu obrovského strachu a úzkosti, které se přenášejí i na Eližbětu (duet Nikdy ať v místa se člověk nedává). Pak jí připomíná, že dnes má přijít na návštěvu panoš Dalibor, syn Darovínovy sestřenice a frekventant vojenské školy na hradě Žerotíně. Neviděl ho už deset let, ač dlouhodobě financuje jeho výchovu a vychvaluje ho Eližbětě. Ta ale miluje mladého kováře ze sousední vsi, Jaroše.
Dalibor přichází do kovárny se svým spolužákem, rozverným panošem Kasalem. Když na nikoho nenarazí, jde Dalibor hledat strýce, ale zatím Eližběta vstoupí a vítá Kasala jako svého domnělého strýce. Kasal se do ní v mžiku zahledí, a proto jí omyl nevyvrací a ihned ji žádá o lásku; Eližběta se zdráhá (duet Bych tě pustil, není možná… Nelze mi, dívko! tu bez tebe býti!). Kasal poté přesvědčí i svého přítele, aby na jejich záměnu alespoň dočasně přistoupil. Dalibor se navíc během své chvilkové nepřítomnosti stihl zamilovat do Milušky, dcery zdejšího hradního písáka Sudiprava. Když pak Darovín mluví s Kasalem, má ho za Dalibora. Avšak jeho námluvy o Eližbětu odmítá; ta potřebuje mohovitého ženicha a Dalibor mohovitou nevěstu. Je ochoten domnělému Daliborovi svou dceru dát jen tehdy, pokud i on sám přinese poklad zpod Žižkova dubu. Mistrovi se však líbí, jak mu Kasal pochlebuje coby nejlepšímu kováři v Čechách, a pěje chválu svého stavu (píseň Darovína Ve tomto zemském choulení).
V rozhovoru Darovína s Daliborem a Kasalem málem vyjde záměna panošů najevo, přeruší je však příchod namyšleného písáka Sudiprava, který si nechává u kováře vyrobit okovanou truhlici na peníze. Poté přichází Jaroš a i on žádá Darovína o Eližbětinu ruku, tentokrát s dívčinou podporou. Ale Darovín i jeho odmítá. Sám má za to, že za svůj dlouhodobý blahobyt vděčí tomu, že do krovu své kovárny při stavbě vetkl třísku ze Žižkova dubu. Jen jestli se i Jaroš odváží uloupnout z pověstmi opředeného stromu o půlnoci třísku pro svou dílnu, uvěří Darovín, že Jarošovo řemeslo pokvete, a Eližbětu mu svěří. To kovářský mistr stvrzuje přísahou před všemi tovaryši i Eližbětou, která se o Jaroše strachuje, avšak ten se od plánu nedá odradit. Všichni vyzývají lásku, aby stála při Jarošovi na ochranu (finále Všickni toho svědky buďte… Lásko! ty jsi hrozně mocná).

### 2. dějství
(1. obraz – Pod hradem Zákolanským, před jedenáctou hodinou noční) Lesem prchají loupežníci; jsou jim v patách hradní zbrojnoši a prý se již zmocnili jejich vůdce (sbor Zpátky! Zpátky! zlá to hrůza!). Zatímco za scénou loupežníky jednoho po druhém zabíjejí, setkávají se Dalibor a Kasal. Kasal se chystá hledat poklad u Žižkova dubu, zatímco Dalibor tam má shodou okolností noční schůzku s Miluškou. Proto musí každý z nich postrádat pomoc přítele, s níž pro svůj zámysl počítal…
(2. obraz – U Žižkova dubu na pokraji lesa, kolem půlnoci) Ze země zní pochmurný chór (sbor Věčnou bránu otevřela). Lovec Samostřel ho považuje za zpěv duchů Žižky a jeho soudruhů, kteří přebývají ve staletém dubu. Bojí se jich, ale jakýsi černokněžník mu prorokoval, že uzme-li o půlnoci na nejvyšší větvi Žižkova dubu vejce z jestřábího hnízda, stane se nejlepším lovcem v zemi. Samostřel vyleze na dub a vejce najde, ale v tom se přiřítí pronásledovaný vůdce loupežníků a souká se také na strom, takže Samostřel nemůže slézt. A záhy na dub šplhá i Jaroš, aby uštípnul třísku z čerstvé větve. Tak se hned tři muži ocitnou v koruně dubu (trojzpěv Štěstí! Buď mně milostivo).
Přikrade se Kasal. Přišel na nápaditý způsob, jak splnit Darovínovu podmínku a vykopat zpod Žižkova dubu poklad. Vykoumal, kam Darovín ukryl peníze, které našel minulé noci, a potají je sebral. Teď je zakopává pod dubem, aby je mohl obratem zase najít. Jeho počínání se zájmem pozorují muži ukrytí ve větvoví, zatímco Kasal vzdychá, co všechno jsou muži nuceni dělat pro dívčí přízeň (zpěv Dívky! vy se outlé zdáte). Pak se ukryje do houští, protože právě přibíhá Eližběta. Ta hledá jaroše, o jehož život se obává (recitativ Eližběty Bože, věčný nad hvězdami, ansámbl Nikde, nikde země šírá a Eližbětina árie O! kde rychlonohý's v boji?).
I Eližběta se ukryje, když přijde Sudipravova dcera Miluška, která jako jediná nemá z pověstí nejmenší strach. Má zde půlnoční milostnou schůzku s Daliborem. Ten je záhy zde a oba milenci vrkají, dokud se nemusí i oni schovat před přicházejícím Sudipravem provázeným zbrojnoši. Všechny viditelné i skryté přítomné vyděsí zpěv vycházející z podzemí, ale pak přijde Darovín a po drobných zádrhelech se všechny otázky vyřeší. Právoplatným majitelem pokladu je Sudiprav, který pod obávaným stromem zahrabal své peníze, dokud mu na ně Darovín nezhotoví pevnou truhlu. Prozradí se záměna Dalibora s Kasalem a Kasal se vzdává nároku na Eližbětu, zvláště když se Jaroš může nyní mistru kováři prokázat třískou ze Žižkova dubu. I Sudiprav svolí k sňatku Milušky s Daliborem – protože došla-li situace tak daleko, že si milenci dávají půlnoční dostaveníčka, je nutno jednat rychle, než bude rodinná čest nenávratně pošpiněna. A vůdce loupežníků je odhalen a zatčen a s ním i jeho zbývající druhové ukrytí v doupěti pod dubem – to oni strašili lidi jako „vojsko stínů“ i podzemním zpěvem (sbor Věčnost bránu odevírá). Vše tedy dnešní noci dobře dopadlo a přítomní za to vzdávají díky rovným dílem Bohu a Žižkovu dubu (finále Taktě Bůh nám noc požehnal).